# Euphoric Heartbreak
Euphoric Heartbreak – drugi album szkockiego zespołu rockowego Glasvegas, wydany 1 kwietnia 2011 roku przez Columbia Records.

## Lista Utworów
1. "Pain Pain Never Again" – 2:59
2. "The World Is Yours" – 4:53
3. "You" – 4:29
4. "Shine Like Stars" – 3:36
5. "Whatever Hurts You Through The Night" – 4:38
6. "Stronger Than Dirt (Homosexuality, Pt. 2) (homosexuality pt.2)" – 3:46
7. "Dream Dream Dreaming" - 5:17
8. "I Feel Wrong (Homosexuality, Pt. 1) (homosexuality pt.1)" - 5:08
9. "Euphoria, Take My Hand" - 4:33
10. "Lots Sometimes" - 7:11
11. "Change" - 3:14